# ルーク・マクグラス
ルーク・マクグラス（Luke McGrath、1993年2月3日 - ）は、ユナイテッド・ラグビー・チャンピオンシップ、レンスターに所属するラグビーユニオン選手。

## プロフィール
- カナダ・ハミルトンで生まれ、移住先のアイルランドで育った。
- ポジションはスクラムハーフ(SH)。
- 身長 175cm、体重 84kg
- U20アイルランド代表に選ばれたことがある[1]。
- アイルランド代表キャップは19（2021年1月現在）でワールドカップ2019のアイルランド代表に選ばれた[2]。

## 略歴
2012年、レンスターに加入。 